# Roos de Jong
Roos de Jong (Haarlem, 23 agosto 1993) è una canottiera olandese, vincitrice dell'argento olimpico nel 4 di coppia a Parigi 2024 insieme a Bente Paulis, Laila Youssifou e Tessa Dullemans e del bronzo nel 2 di coppia a Tokyo 2020 insieme Lisa Scheenaard.
In carriera vanta anche tre argenti ed un bronzo mondiali, oltre ad altri quattro argenti e due bronzi a livello europeo.

## Palmarès
- Giochi olimpici

Tokyo 2020: bronzo nel 2 di coppia.
Parigi 2024: argento nel 4 di coppia.
- Campionati del mondo di canottaggio

Ottensheim 2019: bronzo nel 2 di coppia.
Račice 2022: argento nel 2 di coppia e nell'otto.
Belgrado 2023: argento nel 4 di coppia.
- Campionati europei di canottaggio

Glasgow 2018: argento nel 2 di coppia.
Lucerna 2019: argento nel 4 di coppia.
Poznań 2020: oro nel 2 di coppia.
Monaco di Baviera 2022: argento nel 2 di coppia, bronzo nell'otto.
Bled 2023: bronzo nel 4 di coppia.